# 馬尿酸
馬尿酸（ばにょうさん、英語: hippuric acid）は、馬などの草食動物の尿から発見された有機酸である。なお、馬尿酸の名前はギリシア語のhippos（英 horse）とouron（英 urine）に由来する。

## 歴史
- 1829年：ユストゥス・フォン・リービッヒにより、馬尿酸が安息香酸とは異なる物質であることが発見された。
- 1839年：ユストゥス・フォン・リービッヒが構造を決定。
- 1873年：Victor Dessaignesにより、塩化ベンゾイルと亜鉛グリシンキレートの反応から合成された[1]。

## 合成法
塩化ベンゾイルとグリシンを反応させる方法のほか、テオドール・クルチウスにより報告されたベンズアルデヒドを加熱しグリシンと反応させる方法や、加熱したベンズアミドにクロロ酢酸を反応させる方法が知られている。

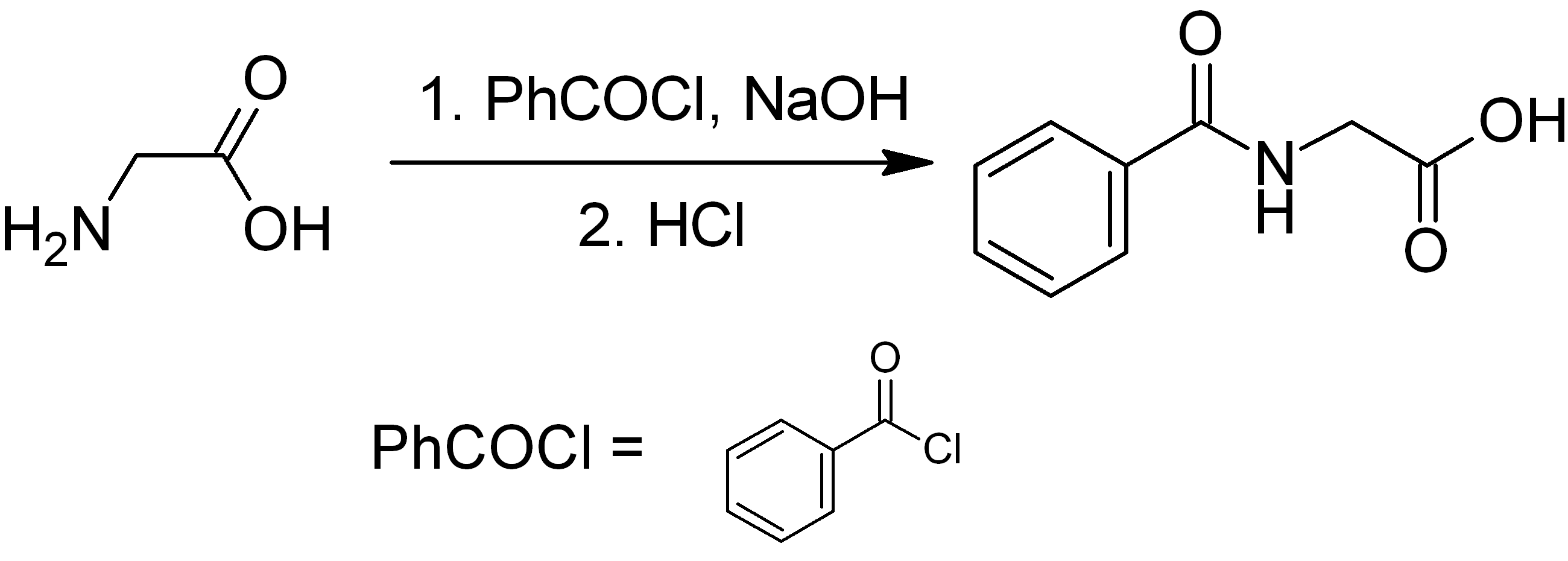
塩化ベンゾイルとグリシンを用いた反応

## 物性
- 馬尿酸の結晶は斜方晶系に属する。
- 融点は 191.5 ℃ で、分解温度は 240 ℃。
- 水酸化ナトリウムあるいは水酸化カリウムにより加水分解を受け、安息香酸とグリシンへと分解される。
- 亜硝酸と反応させることで、ベンゾイルグリコール酸 (C6H5COOCH2COOH) へと変換される。
- ヒドラジンを用いたエチルエステル反応により、ヒプリルヒドラジン (C6H5CONHCH2CONHNH2) が生成する。この方法は、テオドール・クルチウスによりアジ化水素酸の合成に利用された。

## 体内での生成
馬尿酸は安息香酸やトルエンなどの芳香族炭化水素化合物が大量に体内へ取り込まれた際に肝臓で生成され尿中排泄される。
トルエンの場合は、トルエンが肝臓のシトクロムP450 (CYP2E1) によりメチル水酸化を受けてベンジルアルコールが生成（エポキシドも5%程度生成される）→ベンジルアルコールがアルコールデヒドロゲナーゼにより酸化されて安息香酸が生成→安息香酸がグリシン抱合を受けることで馬尿酸が生成、となる。詳しくは下図を参照のこと。
なお抗生物質により排泄量が減少することから腸内細菌叢にてキナ酸より生合成される経路も存在すると考えられている。